# Liechtenstein az 1976. évi téli olimpiai játékokon
Liechtenstein az ausztriai Innsbruckban megrendezett 1976. évi téli olimpiai játékok egyik részt vevő nemzete volt. Az országot az olimpián 3 sportágban 9 sportoló képviselte, akik összesen 2 érmet szereztek. Liechtenstein első olimpiai érmeit szerezte az olimpiák, valamint a téli olimpiai játékok történetében.

## Érmesek
| Érem  | Versenyző      | Sportág  | Versenyszám      |
| ----- | -------------- | -------- | ---------------- |
| Bronz | Willi Frommelt | Alpesisí | Férfi műlesiklás |
| Bronz | Hanni Wenzel   | Alpesisí | Női műlesiklás   |

## Alpesisí
Férfi
| Versenyző      | Versenyszám      | 1. futam | 1. futam | 2. futam      | 2. futam      | Összesítés | Összesítés |
| Versenyző      | Versenyszám      | Idő      | Hely.    | Idő           | Hely.         | Idő        | Helyezés   |
| -------------- | ---------------- | -------- | -------- | ------------- | ------------- | ---------- | ---------- |
| Paul Frommelt  | Óriás-műlesiklás | 1:52,69  | 38.      | nem ért célba | nem ért célba | kiesett    | kiesett    |
| Willi Frommelt | Lesiklás         |          |          |               |               | 1:48,92    | 21.        |
| Willi Frommelt | Óriás-műlesiklás | 1:48,44  | 19.      | 1:47,27       | 18.           | 3:35,71    | 17.        |
| Willi Frommelt | Műlesiklás       | 59,98    | 1.       | 1:04,30       | 4.            | 2:04,28    |            |
| Andreas Wenzel | Lesiklás         |          |          |               |               | 1:50,08    | 28.        |
| Andreas Wenzel | Óriás-műlesiklás | 1:48,53  | 20.      | 1:47,72       | 20.           | 3:36,25    | 20.        |
| Andreas Wenzel | Műlesiklás       | 1:02,51  | 12.      | 1:06,22       | 12.           | 2:08,73    | 10.        |

Női
| Versenyző      | Versenyszám      | 1. futam | 1. futam | 2. futam | 2. futam | Összesítés | Összesítés |
| Versenyző      | Versenyszám      | Idő      | Hely.    | Idő      | Hely.    | Idő        | Helyezés   |
| -------------- | ---------------- | -------- | -------- | -------- | -------- | ---------- | ---------- |
| Ursula Konzett | Lesiklás         |          |          |          |          | 1:51,53    | 24.        |
| Ursula Konzett | Óriás-műlesiklás |          |          |          |          | 1:31,59    | 18.        |
| Ursula Konzett | Műlesiklás       | 48,82    | 10.      | 47,53    | 12.      | 1:36,35    | 11.        |
| Hanni Wenzel   | Lesiklás         |          |          |          |          | 1:49,17    | 11.        |
| Hanni Wenzel   | Óriás-műlesiklás |          |          |          |          | 1:31,83    | 20.        |
| Hanni Wenzel   | Műlesiklás       | 47,75    | 6.       | 44,45    | 3.       | 1:32,20    |            |

## Sífutás
Női
| Versenyző        | Versenyszám | Eredmény | Helyezés |
| ---------------- | ----------- | -------- | -------- |
| Claudia Sprenger | 5 km        | 19:51,66 | 40.      |
| Claudia Sprenger | 10 km       | 34:57,03 | 38.      |

## Szánkó
| Versenyző                  | Versenyszám | 1. futam      | 1. futam      | 2. futam | 2. futam | 3. futam | 3. futam | 4. futam | 4. futam | Összesítés | Összesítés |
| Versenyző                  | Versenyszám | Idő           | Hely.         | Idő      | Hely.    | Idő      | Hely.    | Idő      | Hely.    | Idő        | Helyezés   |
| -------------------------- | ----------- | ------------- | ------------- | -------- | -------- | -------- | -------- | -------- | -------- | ---------- | ---------- |
| Max Beck                   | Férfi egyes | 56,748        | 36.           | 55,388   | 28.      | 55,614   | 34.      | 57,032   | 37.      | 3:44,782   | 32.        |
| Rainer Gassner             | Férfi egyes | nem ért célba | nem ért célba | kiesett  | kiesett  | kiesett  | kiesett  | kiesett  | kiesett  | kiesett    | kiesett    |
| Wolfgang Schädler          | Férfi egyes | nem ért célba | nem ért célba | kiesett  | kiesett  | kiesett  | kiesett  | kiesett  | kiesett  | kiesett    | kiesett    |
| Max Beck Wolfgang Schädler | Kettes      | 45,517        | 20.           | 45,272   | 18.      |          |          |          |          | 1:30,789   | 19.        |